# ديفيد كارول
ديفيد كارول (بالإنجليزية: David Carol)‏ هو مصور أمريكي، ولد في 23 أغسطس 1958.

## وصلات خارجية
- الموقع الرسمي